# Струмен
Стру̀мен (на полски: Strumień; на немски: Schwarzwasser; на чешки: Strumeň) е град в Южна Полша, Силезко войводство, Чешински окръг. Административен център е на градско-селската Струменска община. Заема площ от 6,29 км2.

## Население
Според данни от полската Централна статистическа служба, към 1 януари 2014 г. населението на града възлиза на 3 642 души. Гъстотата е 579 души/км2.